# Neoplan N4014
Neoplan N4014 je nízkopodlažní autobus vyráběný firmou Neoplan v letech 1988–1999 ve Stuttgartu v Německu, a později také v Polsku. Je odvozen od typu Neoplan N4016. Kratší midibusová verze se vyráběla pod označením Neoplan N4009.
Neoplan N4014 byl dodán nejdříve do Maďarska a Německa, později i do Česka.

## Technické parametry
Neoplan N4014 má délku 12 m a šířku 2,5 m. Vyráběl se s motorem MAN nebo DAF. Byl vybaven převodovkou Voith nebo ZF Friedrichshafen.

## Výroba a provoz

### Česko
V roce 1994 zakoupil Dopravní podnik hl. m. Prahy dva autobusy Neoplan N4014/3, v roce 1995 jeden. Druhý a třetí byly smontovány v Ústředních dílnách Dopravního podniku. Autobusy byly deponovány v garážích Hostivař a bývaly často poruchové.[zdroj⁠?!] První dva byly vyřazeny v roce 2006, poslední v roce 2007.